# Florbela Espanca
Florbela Espanca (Vila Viçosa, 8 de desembre de 1894 - Matosinhos, 8 de desembre de 1930) va ser una escriptora, considerada la millor representant de la poesia de les lletres portugueses.

## Biografia
El 1913 es casa amb Alberto de Jesús Moutinho. El 1919 ingressa a la Facultat de Dret de Lisboa. Se separa poc després d'un avortament involuntari i es casa l'any 1921 amb Antonio José Marques Guimarães. La seva personalitat la portarà a un aïllament de la societat fins a arribar al suïcidi. No va ser reconeguda la seva obra fins després de la seva mort. Va aportar a la literatura portuguesa un sonet amb nous matisos que trencava amb la perfecció formal que seguia la tradició portuguesa.
Florbela ens deixa obres com Charneca em flor ('Bruc en flor'), la seva obra mestra, que es publica l'any 1931 amb quaranta-sis sonets. Es va exhaurir en una setmana i van haver de fer una segona edició augmentada amb trenta-tres sonets trobats entre els papers de l'autora, i que formaria part del volum Reliquiae. En les seves primeres obres de sonets, Livro de Mágôas ('Llibre de les llàgrimes') i Soror Saudade ('Germana malenconia') i el conte Máscaras do destino ('Les màscares del destí'), dedicat al seu germà Apeles, mort l'any 1927, aflorava la tristesa de la seva vida, els amors no encertats i un avortament. A més a més, es publica Juvenilia, Cartas i els contes O Dominó Petro.
Florbela Espanca es publica per primer cop en català al 2022 per Edicions del Cràter, que publica Máscaras do destino i hi afegeixen 7 sonets. El resultat és el llibre 'Les màscares del destí i set sonets escolllits' de la col·lecció Renart. El 2023 Lletra Impresa Edicions tradueix al català Bruc en flor, el llibre de poemes més conegut de l'autora.